# Mourad Daami
Mourad Daami (født 15. august 1962, arabisk: مراد الدعمي) er en tidligere tunesisk fodbolddommer.
Han har dømt i flere store mesterskaber, blandt andet VM 2002, Confederations Cup i 2005 og Africa Cup of Nations i 2006 hvor han dømte finalen mellem Egypten og Elfenbenskysten.

## Karriere

### VM 2002
- Mexico –  Ecuador (gruppespil 2-1)